# Botrugno
Botrugno (Vitrùgna en salentin) est une commune italienne de la province de Lecce dans la région des Pouilles.

## Géographie
Situé dans l’arrière-pays de la péninsule du Salento, il fait partie de l’union des municipalités appelées Unione delle Terre di Mezzo.
La partie méridionale du territoire communal fait partie du Parc des Paduli (Parco dei Paduli), une zone rurale caractérisée par un paysage dominé principalement par des oliviers et dans lequel subsistent de nombreuses espèces végétales et animales.

### Communes limitrophes
Brotugno est bordée au sud et à l’est par la municipalité de San Cassiano, au sud-ouest par la municipalité de Supersano, au nord-ouest par la municipalité de Scorrano. Au nord-est se trouve la municipalité de Sanarica.
Les communes de Nociglia, Muro Leccese et Ruffano sont également limitrophes de Botrugno.

## Administration
| Période                                  | Période | Identité | Étiquette | Qualité |
| ---------------------------------------- | ------- | -------- | --------- | ------- |
|                                          |         |          |           |         |
| Les données manquantes sont à compléter. |         |          |           |         |

## Toponymie
Le toponyme est d’origine byzantine. Il fait référence au raisin et aux vignobles qui se dressaient sur ce lieu.

## Histoire
La commune fut fondée par les Grecs. Cependant elle commence à se développer après la destruction de Muro Leccese par Guillaume Ier de Sicile au XIIe siècle.
Au XIIIe siècle, les Maramonti gouvernaient le territoire communal. Ils initièrent la construction d’une petite forteresse autour de laquelle se développèrent de nombreuses habitations.
Botrugno abrita également la famille des Maramonte, qui compta dans ses membres des condottieres renommés, comme Raffaele Maramonte, dont on peut aujourd'hui encore voir le tombeau dans l’église du couvent.
En 1654, la famille des Castriota Granai, les derniers seigneurs féodaux de Botrugno, entra en possession de la commune. La forteresse fut alors transformée en palais résidentiel.
Avec la loi n. 477 du 13 mars 1958, promulguée par le Président de la République Giovanni Gronchi, Botrugno accède au statut de commune autonome.

## Culture locale et patrimoine

### Lieux et monuments

#### Édifices religieux

##### Église madre dello Spirito Santo
L'église actuelle fut édifié vers 1578 en abattant une chapelle préexistante dédiée à San Rocco. En 1656, année de la peste, fut construit l’autel de Saint Oronzo, patron du village.
L’église actuelle fut radicalement restructurée et agrandie au cours du XVIIIe siècle. L’intérieur comprend trois nefs en croix latine, une décoration en stuc fut réalisée et des autels de style baroque furent construits. En 1838, le nombre des autels fut porté à neuf. Des ajouts et des agrandissements ultérieurs furent effectués jusqu’à la seconde moitié du XXe siècle. En 1958, les travaux de réfection de la façade ont été effectués, tandis qu’en 1967 est datée la dernière intervention décorative qui a concerné les voûtes de la croisière.
L’intérieur, scandé d’arcades en plein cintre, abrite dans la nef gauche les autels de la Vierge du Carmine et de la Sainte Famille, dans le transept gauche les autels de l’Immaculée et de la Vierge du Bon Conseil, dans le transept droit, les autels de saint François de Paule et de saint Oronzo, dans la nef droite, les autels de sainte Anne et de saint Donat. Dans le presbytère se trouve un orgue, construit vers 1910 par l’entreprise Francesco Mascia de Naples.

##### Église Madonna di Costantinopoli
Elle construite, à l'initiative de Tarquino Maramonte, vers la fin du XVIe siècle avec le couvent attenant des Augustins.
La façade, couronnée d’un tympan brisé et des statues de saint Antoine de Padoue et de sainte Claire, est délimitée par trois hautes pilastres qui anticipent la division interne en deux nefs. L’intérieur possède un plan à double nef même si la plus petite est divisée en trois chapelles non communicantes. Sur le côté gauche s’ouvrent les chapelles avec leurs autels dédiés à l'archange Saint Michel, à Saint François d’Assise et à Saint Antoine de Padoue, tandis que sur le côté droit se trouvent, entre autres, l'autel de Saint Dominique de Guzmán. Sur l'autel principal se trouve un bloc monolithique en pierre sur lequel est peinte une fresque byzantine du XIVe siècle. L’église conserve en outre le tombeau de Raffaele Maramonte.

##### Église della Madonna Assunta
Elle était à l’origine une ancienne chapelle du XIVe siècle. Elle fut en partie démolie, agrandie et reconstruite en 1726. De l’édifice d’origine fut cependant conservée l’abside avec une représentation picturale datant du XIVe siècle. L’abside est divisée en trois compartiments verticaux. Dans les compartiments inférieurs apparaissent les deux grandes figures de saint Basile et de saint Jean Chrysostome, revêtu d’habits épiscopaux et régent chacun un cartouche sur lequel sont reportés en grec deux passages d’une prière de saint Basile.

#### Église di San Solomo
Elle fut construite par le baron Giacomo Maramonte au milieu du XVe siècle.
Abandonnée depuis des décennies, elle a été consolidée et reconstruite entre 2000 et 2004. Sur le mur droit de l’église se trouve un cadre légèrement en retrait dans lequel sont visibles de faibles traces de couleur d’une fresque représentant Saint Solomo.
L'extérieur du bâtiment possède une façade à pignon avec portail d’entrée surmonté d’une fenêtre en verre. Il est équipé d’un petit clocher à voile.

#### Édifices civils

##### Palazzo Marchesale
Ce bâtiment, datant du XIVe siècle, a été construit par la famille des Maramonte. Ceux-ci, en 1654, vendirent le fief avec leur résidence aux Castriota Granai. Le palais, qui sous les Maramonte avait les caractéristiques d’une petite forteresse, fut transformé en une véritable résidence nobiliaire jusqu’à prendre sa physionomie actuelle.
Extérieurement, il se caractérise par le balcon balustrade baroque élaboré, qui court sur toute la façade, exécuté en 1725. L’accès au palais se fait par deux grands portails surmontés des armoiries des Castriota encadrées par celles des Maramonte d’un côté et des Castriota avec les Guarini de l’autre. L’édifice s’articule autour d’une cour à plan rectangulaire. L'intérieur est décoré de fresques commandées par les Castriota à la fin du XVIIIe siècle En 1817, le palais et les possessions des Castriota passent à la famille Guarini, qui dote le palais d'une nouvelle façade sur cour, couronnée par les armoiries de la famille, et de nouveaux décors peints à l'intérieur, en style liberty.

##### Écomusée urbain de Botrugno
Il fut créé en octobre 2007.

##### Musée civique de Botrugno
Il se trouve dans une partie des locaux du Palazzo Marchesale.

#### Sites archéologiques

##### Specchia Montalto
Il s’agit d’un amas de pierres partiellement endommagé au fil du temps. Il y a beaucoup d’hypothèses sur leur utilisation. L'une des hypothèse privilégiée est celle d'une tour de guet.